# Leonardo Torriani
Leonardo Torriani (Cremona, 1559 — Coimbra, 1628) foi um engenheiro militar e arquitecto italiano radicado em Portugal. O seu sobrenome também é comumente grafado como Torriano, Torreano ou Turriano.

## Biografia
Serviu ao rei Filipe II de Espanha no final do século XVI, tendo nos deixado uma Descrição e história do reino das ilhas Canárias, antes denominadas de 'As Afortunadas', com o parecer das suas fortificações, por Leonardo Torriani, cremonense (c. 1588 ou 1590).
Em Portugal, por falecimento do frei Giovanni Vicenzo Casale, foi encarregado das obras do Forte de São Lourenço do Bugio (1594), do Forte de São Julião da Barra (1597) e, por morte de Filippo Terzi, das obras do Forte de São Filipe de Setúbal (1598), época em que foi nomeado Engenheiro-mor do Reino.
No Brasil, no exercício daquele cargo, é-lhe atribuido um projecto para a fortificação da cidade do Salvador, na então Capitania Real da Bahia, datado de 1605.
Deixou um filho, Frei João Torriano, que também seguiu a carreira de engenheiro militar.